# Kajsa Ingemarsson
Kajsa Lena Ingemarsson, född 25 december 1965 i Oxelösund, är en svensk författare, programledare, komiker och skådespelare.

## Biografi
Kajsa Ingemarsson växte upp i Stockholm och Blekinge. Hon studerade ryska, polska och statskunskap vid Stockholms universitet samt ett år vid Pusjkininstitutet i Moskva. Hon arbetade 1991–1997 på Säkerhetspolisen inom det svenska kontraspionaget gentemot Ryssland. År 1995 var hon också valobservatör för OSSE i Lettland under ett halvår.

### Radio och TV
Hon började göra humorprogram på Sveriges Radio och medverkade därefter i radion som programledare, manusförfattare, skådespelare och imitatör, bland annat i Röster i Radio, Grönska/Önska, julkalendern Det snöar i Indianien, Public Service och På minuten. Hösten 2010 ledde hon den egna talk-showen Ingemarsson i P1 i Sveriges Radio. Hon har också medverkat Sveriges Television som skådespelare och manusförfattare, bland annat i Detta har hänt, Parasit-tv, Humorlabbet, c/o Segemyhr och Livet i Fagervik. Som programledare har hon lett bland annat Snacka om nyheter och Svagaste länken. Ingemarsson har också varit krönikör i Damernas Värld och tidningen City. 
År 2001 var hon värd för Sommar i P1. I december 2011 var hon huvudperson i SVT:s Här är ditt kylskåp.

### Författarskap
År 2002 debuterade Ingemarsson som författare till På det fjärde ska det ske. Hennes tredje roman, Små citroner gula (2004), blev årets mest sålda bok 2005 och har översatts till en mängd språk. År 2013 filmatiserades boken i regi av Teresa Fabik. Ingemarsson har därefter fortsatt ge ut böcker, tidigare på Bokförlaget Forum och Norstedts förlag, och sedan på LB Förlag med bland annat hennes senaste bok 12 nycklar till ett magiskt liv.

### Privatliv
Ingemarsson är gift med radiojournalisten Lasse Johansson och har två döttrar, bland annat skribenten Laura Ingemarsson.

### TV
- 1996 – Detta har hänt (TV-serie)
- 2001 – Humorlabbet (TV-serie)
- 2001 – Parasit-TV (TV-serie)
- 2003 – Godafton Sverige (Programledare)
- 2005 – Teveteve (Programledare)
- 2008 – Snacka om nyheter (Programledare)
- 2011 – Svagaste länken (Programledare)[7]